# Grayson (Louisiana)
Grayson è un comune degli Stati Uniti d'America, situato nello Stato della Louisiana, in particolare nella parrocchia di Caldwell.
Vi nacque l'ornitologo Andrew J. Grayson.